# Время-река
Время-река (укр. Час-река) — третій студійний альбом Діми Білана, який записаний 2005—2006 років і випущений 2006 року під лейблом «Gala Records» і спродюсований продюсером і дружиною фігуриста Євгена Плющенко Яною Рудковською. В альбомі є пісня «Never let you go», яка потім після його виходу виступила на пісенному конкурсі «Євробачення 2006».

## Історія
Альбом вийшов 21 липня 2006 року після смерті Юрія Айзеншпіса, який помер від цукрового діабету 2005 року.
2006 року відбувся пісенний конкурс «Євробачення 2006», в якому Діма Білан виступив зі своєю піснею цього альбому «Never let you go» на музику композитора Олександра Лунєва і слова поета і драматурга Карена Кавалеряна.
Пісня «Неможливе можливо» є російською версією пісні Діми Білана «Lady flame», яка випущена раніше до цього альбому, коли він ще був молодим.

## Трек-ліст
Музика
- Олег Толстов (1)
- Роман Бокарьов (2, 4)
- Денис Ковальський (3, 5, 6)
- А. Гусейнов (7)
- О. Лунєв (8, 9, 10, 12, 13)
- Anthony Anderson, Steve Smith, Dane DeViller, Sean Hosein (11)

Слова
- Олег Толстов (1)
- Михайло Мшенський (2, 4)
- Денис Ковальський (3, 5, 6)
- А. Гусейнов (7)
- Лара Д'Еліа (8, 9, 10, 12)
- Сергій Аліханов (11)
- Карен Кавалерян (13)
- І. Антонян (13)

| #   | Назва                     | Автор                                                                       | Тривалість |
| --- | ------------------------- | --------------------------------------------------------------------------- | ---------- |
| 1.  | «Я тебя помню»            | Олег Толстов                                                                |            |
| 2.  | «Это была любовь»         | Роман Бокарев и Михаил Мшенский                                             |            |
| 3.  | «Время-река»              | Денис Ковальский                                                            |            |
| 4.  | «Не оставляй меня»        | Роман Бокарев и Михаил Мшенский                                             |            |
| 5.  | «Спасибо тебе»            | Денис Ковальский                                                            |            |
| 6.  | «Где-то»                  | Денис Ковальский                                                            |            |
| 7.  | «Стань для меня»          | А. Гусейнов                                                                 |            |
| 8.  | «Невозможное возможно»    | А. Лунев и Лара Д'Элиа                                                      |            |
| 9.  | «Я умираю от любви»       | А. Лунев и Лара Д'Элиа                                                      |            |
| 10. | «Ветер с моря»            | А. Лунев и Лара Д'Элиа                                                      |            |
| 11. | «Не скучай, бедный ангел» | Anthony Anderson, Steve Smith, Dane DeViller, Sean Hosein и Сергей Алиханов |            |
| 12. | «Так устроен этот мир»    | А. Лунев и Лара Д'Элиа                                                      |            |
| 13. | «Never let you go»        | А. Лунев и Карен Кавалерян                                                  |            |

## Виробництво
Дизайн альбому — Дмитро Самборський і фото — Володимир Бязров.

## Відеографія
| Назва кліпу                         | Режисер  | Рік  |
| ----------------------------------- | -------- | ---- |
| Never let you go (Євробачення 2006) | невідомо | 2006 |